# William Onyeabor
William Ezechukwu Onyeabor [ɒnˈjɑːbɔː]    (* 26. März 1946 nahe Enugu; † 16. Januar 2017 in Enugu) war ein nigerianischer Musiker des Funk und Geschäftsmann. Seine Musik war in den späten 1970er- und frühen 1980er-Jahren in Nigeria weit verbreitet. Trotz seines Erfolgs mied er die Öffentlichkeit und lebte eher zurückgezogen.

## Leben
Onyeabor wurde in eine arme Familie geboren, wurde aber finanziell erfolgreich genug, um nach Europa zu reisen und dort die Schallplattenherstellung zu studieren. Einige Biografien behaupten, er habe in Russland Filmwissenschaften studiert und sei in den 1970er-Jahren nach Nigeria zurückgekehrt, um sein eigenes Musiklabel namens Wilfilms zu gründen und ein Aufnahme- und Produktionsstudio aufzubauen. 
Später wurde er zum Häuptling in Enugu ernannt und lebte dort als Geschäftsmann. Er arbeitete an Regierungsaufträgen und betrieb nebenbei seine eigene Grießmühle. Aufgrund seiner geschäftlichen Erfolge wurde er 1987 zum Westafrikanischen Industriellen des Jahres ernannt. Laut dem Plattenlabel Luaka Bop veröffentlichte Onyeabor „zwischen 1977 und 1985 acht Alben in Eigenregie und wurde dann ein wiedergeborener Christ, der sich weigerte, jemals wieder über sich selbst oder seine Musik zu sprechen“. Das Label berichtete, dass es 18 Monate lang ohne Erfolg versucht habe, mit Onyeabor selbst oder mit Leuten zu sprechen, die über Wissen darüber aus erster Hand zu verfügen scheinen. Im Jahr 2014 veröffentlichte die Musik-Website Noisey, die dem Magazin Vice angegliedert ist, einen 31-minütigen Dokumentarfilm mit dem Titel Fantastic Man, der Onyeabors Geschichte und Erbe sowie Noiseys Versuch, ihn für ein Interview aufzuspüren, dokumentiert.
Die Supergroup Atomic Bomb! Band spielt 2014 Onyeabors Musik bei einer Reihe von Konzerten und Festivals auf der ganzen Welt. Die Gruppe wird von Musikdirektor Ahmed Gallab und seiner Band Sinkane geleitet und umfasst David Byrne, Money Mark, Damon Albarn, Pat Mahoney von LCD Soundsystem, Devonté Hynes, Alexis Taylor, Charles Lloyd sowie Amadou & Mariam. Andere Bewunderer von Onyeabors Arbeit sind Caribou (Dan Snaith), Four Tet und Tune-Yards.
Im Dezember 2014 trat Onyeabor in seiner ersten Radiosendung in der Lauren Laverne Show auf BBC Radio 6 Music auf, wo er sagte: „Ich mache nur Musik, die der Welt hilft“, und kündigte an, dass er Pläne habe, neues Material zu veröffentlichen. Onyeabor hatte vier Kinder. Eines seiner Kinder, Charles Onyeabor, ist ebenfalls Musiker. William Onyeabor starb am 16. Januar 2017 im Alter von 70 Jahren.

## Wirken
Onyeabor veröffentlichte zwischen 1977 und 1985 neun Alben auf seinem Label Wilfilms. Sein Stil kombinierte Funk, Afrobeat und elektronische Musik. Er arbeitete mit Synthesizern und Drumcomputern.
Onyeabors Lieder sind oft stark rhythmisch und synthetisiert, gelegentlich episch im Umfang, mit Texten, die den Krieg anprangern. Onyeabor selbst und seine Sängerinnen sorgten für den Gesang. In den 2010er-Jahren erschienen einige seiner Songs auf verschiedenen Compilations, am häufigsten sein größter Hit „Better Change Your Mind“, der auf Africa 100, World Psychedelic Classics 3: Love’s a Real Thing – The Funky Fuzzy Sounds of West Africa und Nigeria 70: The Definitive Story of 1970's Funky Lagos durch Labels wie Luaka Bop erschien. 

## Diskografie
- Crashes in Love (1977)
- Atomic Bomb (1978)
- Crashes in Love – Volume 2 (1979)
- Tomorrow (1979)
- Body & Soul (1980)
- Great Lover (1981)
- Hypertension (1982)
- Good Name (1983)
- Anything You Sow (1985)
- Who is William Onyeabor? (2013, Compilation)